# Goussonville
Goussonville est une commune française située dans le département des Yvelines en région Île-de-France.
Ses habitants sont appelés les Goussonvillois.

## Géographie

### Situation
Placée sur la route départementale D 130 qui relie Mézières-sur-Seine à Orgerus au sud, la commune de Goussonville est située à 10 km au sud-est de Mantes-la-Jolie et environ 8 km au sud-ouest d'Épône, sur le plateau du Mantois à une altitude de 100 m environ.
La commune est limitrophe de celles de Mézières-sur-Seine au nord-est, d'Épône à l'est (sur 150 m), de Jumeauville au sud-est, d'Hargeville au sud et de Boinville-en-Mantois à l'ouest.

### Voies de communication et transports
La gare la plus proche est celle d'Épône-Mézières.
La commune est desservie par la ligne 45 du réseau de bus du Mantois.

### Occupation des solssimplifiée
Le territoire de la commune se compose en 2017 de 90,48 % d'espaces agricoles, forestiers et naturels, 3,73 % d'espaces ouverts artificialisés et 5,79 % d'espaces construits artificialisés.

### Climat
Pour des articles plus généraux, voir Climat de l'Île-de-France et Climat des Yvelines.
En 2010, le climat de la commune est de type climat océanique dégradé des plaines du Centre et du Nord, selon une étude du CNRS s'appuyant sur une série de données couvrant la période 1971-2000. En 2020, Météo-France publie une typologie des climats de la France métropolitaine dans laquelle la commune est exposée à un climat océanique et est dans la région climatique Sud-ouest du bassin Parisien, caractérisée par une faible pluviométrie, notamment au printemps (120 à 150 mm) et un hiver froid (3,5 °C).
Pour la période 1971-2000, la température annuelle moyenne est de 10,5 °C, avec une amplitude thermique annuelle de 13,8 °C. Le cumul annuel moyen de précipitations est de 692 mm, avec 10,3 jours de précipitations en janvier et 8,4 jours en juillet. Pour la période 1991-2020, la température moyenne annuelle observée sur la station météorologique la plus proche, située sur la commune de Maule à 6 km à vol d'oiseau, est de 11,8 °C et le cumul annuel moyen de précipitations est de 677,0 mm,. Pour l'avenir, les paramètres climatiques de la commune estimés pour 2050 selon différents scénarios d'émission de gaz à effet de serre sont consultables sur un site dédié publié par Météo-France en novembre 2022.

## Urbanisme

### Typologie
Au 1er janvier 2024, Goussonville est catégorisée commune rurale à habitat dispersé, selon la nouvelle grille communale de densité à sept niveaux définie par l'Insee en 2022.
Elle est située hors unité urbaine. Par ailleurs la commune fait partie de l'aire d'attraction de Paris, dont elle est une commune de la couronne,. Cette aire regroupe 1 929 communes,.

## Toponymie
Le nom de la localité est attesté sous la forme Gonsonvilla au XIIIe siècle.
Son nom, d'origine germanique, dérive du nom d'un personnage (c'est la « ferme de Gunzo »).

## Histoire
Des traces d'habitat préhistorique ont été trouvés dans la commune (polissoir du néolithique).
La seigneurie de Goussonville fut la propriété des comtes de Hallot depuis le XVe siècle jusqu'en 1786, année où elle fut rachetée par le comte de Séran. Celui-ci, dépossédé de ses biens pendant la Révolution, les recouvra à la Restauration et devint par la suite maire de Goussonville.
1948 : création de la société du château de Goussonville, en vue de la création d'une clinique.
Fin 1953 : ouverture de la clinique de Goussonville.
1997 : ouverture du centre de rééducation rénové.

## Politique et administration

### Liste des maires
| Période                                  | Période  | Identité        | Étiquette | Qualité |
| ---------------------------------------- | -------- | --------------- | --------- | ------- |
| Les données manquantes sont à compléter. |          |                 |           |         |
| mars 2001                                | 2014     | Lucie Heurtaut  |           |         |
| 2014                                     | En cours | Fabrice Lepinte |           |         |

### Instances administratives et judiciaires
La commune de Goussonville appartient au canton de Bonnières-sur-Seine et est rattachée à la communauté urbaine Grand Paris Seine et Oise.
Sur le plan électoral, la commune est rattachée à la neuvième circonscription des Yvelines, circonscription à dominante rurale du nord-ouest des Yvelines.
Sur le plan judiciaire, Goussonville fait partie de la juridiction d’instance de Mantes-la-Jolie et, comme toutes les communes des Yvelines, dépend du tribunal de grande instance ainsi que de tribunal de commerce sis à Versailles,.

## Population et société

### Démographie

#### Évolution démographique
L'évolution du nombre d'habitants est connue à travers les recensements de la population effectués dans la commune depuis 1793. Pour les communes de moins de 10 000 habitants, une enquête de recensement portant sur toute la population est réalisée tous les cinq ans, les populations de référence des années intermédiaires étant quant à elles estimées par interpolation ou extrapolation. Pour la commune, le premier recensement exhaustif entrant dans le cadre du nouveau dispositif a été réalisé en 2008.

En 2022, la commune comptait 643 habitants, en évolution de +4,05 % par rapport à 2016 (Yvelines : +2,72 %, France hors Mayotte : +2,11 %).
| 1793 | 1800 | 1806 | 1821 | 1831 | 1836 | 1841 | 1846 | 1851 |
| ---- | ---- | ---- | ---- | ---- | ---- | ---- | ---- | ---- |
| 260  | 230  | 255  | 251  | 272  | 280  | 271  | 243  | 270  |

| 1856 | 1861 | 1866 | 1872 | 1876 | 1881 | 1886 | 1891 | 1896 |
| ---- | ---- | ---- | ---- | ---- | ---- | ---- | ---- | ---- |
| 243  | 240  | 231  | 232  | 216  | 208  | 207  | 210  | 240  |

| 1901 | 1906 | 1911 | 1921 | 1926 | 1931 | 1936 | 1946 | 1954 |
| ---- | ---- | ---- | ---- | ---- | ---- | ---- | ---- | ---- |
| 199  | 194  | 189  | 156  | 169  | 168  | 187  | 164  | 169  |

| 1962 | 1968 | 1975 | 1982 | 1990 | 1999 | 2006 | 2008 | 2013 |
| ---- | ---- | ---- | ---- | ---- | ---- | ---- | ---- | ---- |
| 232  | 232  | 256  | 362  | 466  | 557  | 590  | 600  | 613  |

| 2018 | 2022 | - | - | - | - | - | - | - |
| ---- | ---- | - | - | - | - | - | - | - |
| 625  | 643  | - | - | - | - | - | - | - |

#### Pyramide des âges
En 2018, le taux de personnes d'un âge inférieur à 30 ans s'élève à 35,8 %, soit en dessous de la moyenne départementale (38 %). De même, le taux de personnes d'âge supérieur à 60 ans est de 18,1 % la même année, alors qu'il est de 21,7 % au niveau départemental.
En 2018, la commune comptait 319 hommes pour 306 femmes, soit un taux de 51,04 % d'hommes, largement supérieur au taux départemental (48,68 %).
Les pyramides des âges de la commune et du département s'établissent comme suit.
| Hommes | Classe d’âge | Femmes |
| ------ | ------------ | ------ |
| 0,3    | 90 ou +      | 0,0    |
| 2,8    | 75-89 ans    | 4,2    |
| 15,7   | 60-74 ans    | 13,1   |
| 27,0   | 45-59 ans    | 25,8   |
| 17,6   | 30-44 ans    | 21,9   |
| 16,0   | 15-29 ans    | 15,0   |
| 20,7   | 0-14 ans     | 19,9   |

| Hommes | Classe d’âge | Femmes |
| ------ | ------------ | ------ |
| 0,6    | 90 ou +      | 1,4    |
| 6      | 75-89 ans    | 7,8    |
| 13,5   | 60-74 ans    | 14,8   |
| 20,7   | 45-59 ans    | 20,1   |
| 19,6   | 30-44 ans    | 19,9   |
| 18,5   | 15-29 ans    | 16,8   |
| 21,2   | 0-14 ans     | 19,2   |

## Économie
Commune rurale.

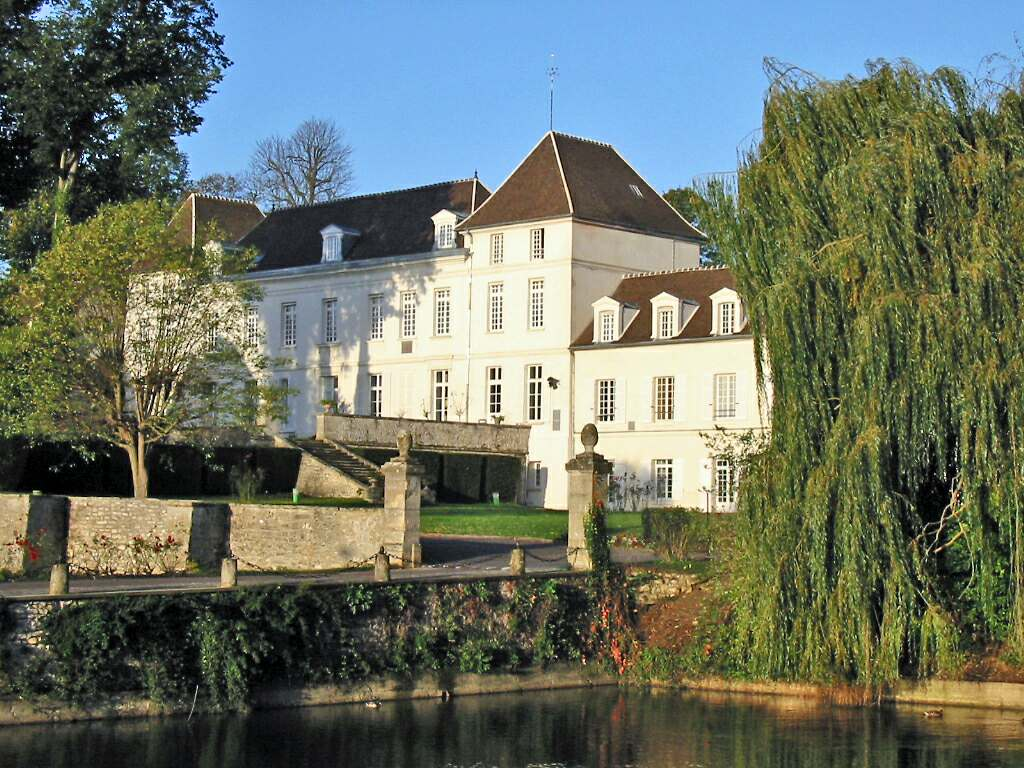
Le château transformé en clinique.

Centre de rééducation fonctionnelle et clinique cardiologique.

## Culture locale et patrimoine

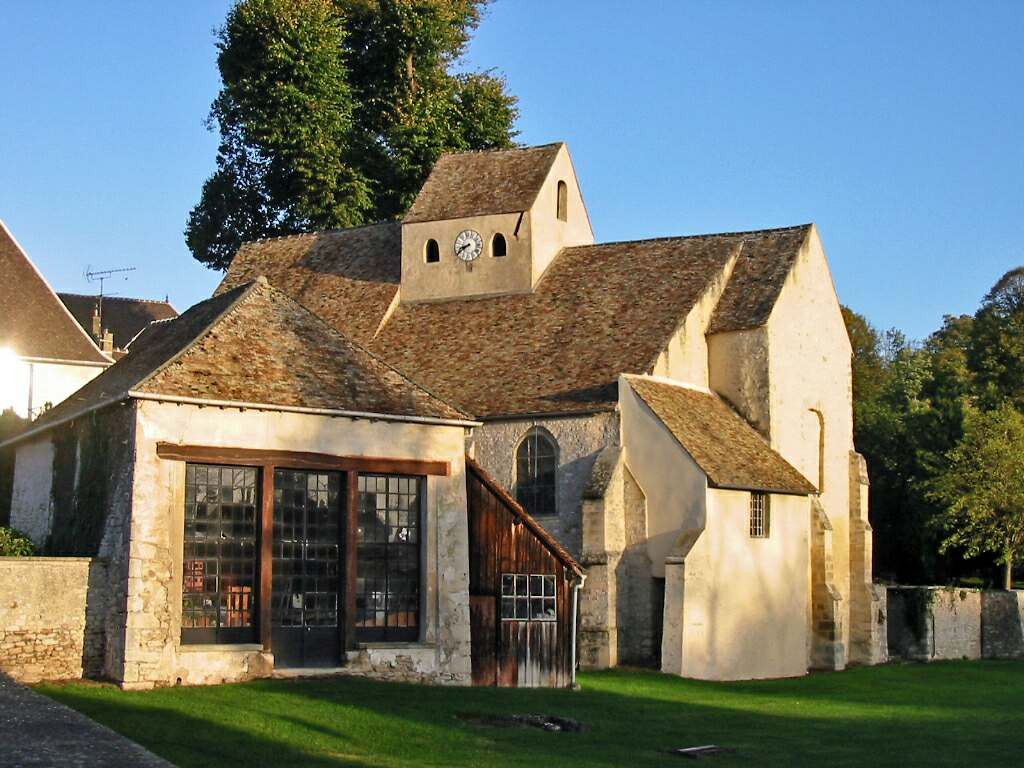
L'église Saint-Denis.

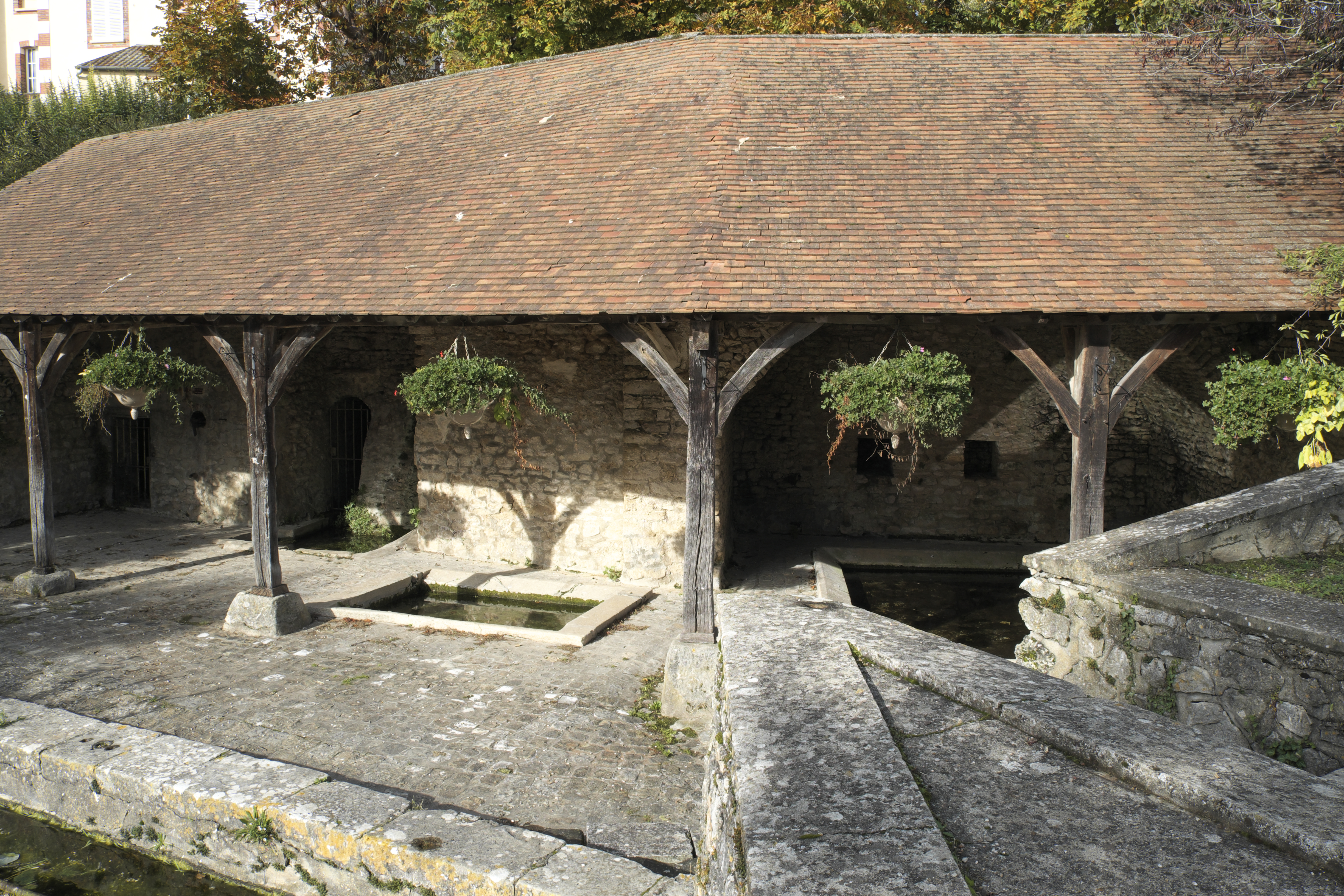
Le lavoir.

### Lieux et monuments
- Église Saint-Denis : édifice en pierre construit au XIIe siècle qui appartint à l'origine à l'abbaye de Saint-Denis. Elle est attenante au château. Le maître-autel a un retable en menuiserie du XVIIe siècle, une toile représente saint Denis avant sa décollation.
- Château de Goussonville : datant des XVIIe et XVIIIe siècles, il est composé de deux bâtiments accolés en longueur, le second étant un peu en contrebas du premier. Il a été transformé en clinique cardiologique puis en maison de repos.
- Lavoir : datant du XVIIIe siècle, il est composé de trois bassins et recouvert par une toiture en tuile.

### Cinéma
- En 1955, Gilles Grangier tourna au croisement D 158/D 130 plusieurs scènes du film Gas-Oil, avec Jean Gabin et Jeanne Moreau.

### Héraldique
| Blason de Goussonville | Blason  | Burelé d'argent et de sable, à la barre brochant d'or chargée de trois annelets du second. |
| Blason de Goussonville | Détails | Le statut officiel du blason reste à déterminer.                                           |